# ثورة يزيد بن المهلب
ثورة يزيد بن المهلب هي ثورة قام بها يزيد بن المهلب بن أبي صفرة في البصرة، ضد الأمويين وحكم يزيد بن عبد الملك، واستطاع الاستيلاء على البصرة ونواحي من العراق والأهواز وخرسان، بدأت الثورة في عام 101 هـ، واستمرت حتى عام 102 هـ عندما التقى جيش يزيد بن المهلب بجيش مسلمة بن عبد الملك، وانتهت المعركة بالقضاء على ثورة يزيد بن المهلب ومقتله، ومقتل آل المهلب.

## خلفية تاريخية
اشترك يزيد بن المهلب في حروب والده المهلب بن أبي صفرة ضد الخوارج الأزارقة فيما وراء النهر، ثم ولَّى عبد الملك بن مروان المهلب على خراسان سنة 78 هـ مكافأة له على انتصاراته وإبادة الخوارج وتفريق جمعهم، توفي المهلب سنة 82 هـ فكتب ابنه يزيد إلى الحجاج بن يوسف والي العراقين والمشرق يعلمه بوفاته، فأقرّ يزيد على خراسان، ولكن الحجاج لم يلبث أن نقم على يزيد لأسباب منها أنه لم يكن جادًا في ملاحقة فلول ابن الأشعث الذين التجؤوا إلى هراة، وكان لينًا في معاملة الذين أسروا من اليمنية، يضاف إلى ذلك تباطؤه في محاسبة موسى بن عبد الله بن خازم وأصحابه من القيسية الذين خرجوا بجوار بلخ، وظن يزيد أن الحجاج لن يقدم على عزله ما دام هؤلاء يرفعون رايات الثورة لأن الحجاج لن يجد غيره ولا سيما من القيسية يرضى بمحاربة أبناء جلدته.
مكث الوضع كذلك حتى آخر سلطان عبد الملك بن مروان، عندما استطاع الحجاج إقناع عبد الملك بضرورة عزل يزيد، فعزله وولى أخاه المفضل بن المهلب، ثم لم يلبث أن عزله وولى قتيبة بن مسلم الباهلي سنة 86 هـ، واستقدم الحجاج يزيد وسجنه وأمر بإخراج إخوته من خراسان، وفرق التجمع اليمني الذي كانوا يرأسونه، بقي يزيد في سجنه حتى سنة 90 هـ حين هرب ولحق هو وإخوته بسليمان بن عبد الملك والي جند فلسطين الذي كان يقيم بالرملة، فاحتفى سليمان به، وأكرمه وتوسط له عند أخيه الوليد بن عبد الملك، فعفا عنه ودفع عنه المال الذي طلبه منه الحجاج، ولما توفي الخليفة الوليد بن عبد الملك، خلفه سليمان بن عبد الملك الذي ولى يزيد بن المهلب العراق ثم خراسان، ولما فتح جرجان كتب إلى سليمان يذكر الغنائم الكثيرة التي حصل عليها ويبالغ في الوصف فأساء إلى نفسه من حيث لا يعلم لأن هذه المبالغة والمغالطة بذكر الأرقام، عرضته إلى حساب عسير مع عمر بن عبد العزيز، أدّت إلى سجنه.

### هروبه من السجن
استطاع يزيد بن المهلب من الهرب من السجن حين بلغه مرض عمر بن عبد العزيز، فواعد غلمانه يلقونه بالخيل في بعض الأماكن، ثم نزل من محبسه ومعه جماعة وامرأته عاتكة بنت الفرات العامرية، فلما جاءه غلمانه ركب رواحله وسار، وكتب إلى عمر بن عبد العزيز إني والله ما خرجت من سجنك إلا حين بلغني مرضك ولو رجوت حياتك ما خرجت ولكني خشيت من يزيد بن عبد الملك، فإنه يتوعدني بالقتل، وكان يزيد بن عبد الملك يقول: لئن وليت لأقطعن من يزيد بن المهلب طائفة، وذلك أنه لما ولي العراق عاقب أصهاره آل أبي عقيل، وهم بيت الحجاج بن يوسف الثقفي وكان يزيد بن عبد الملك مزوجا ببنت محمد بن يوسف أخي الحجاج، وله منها ابنه الوليد بن يزيد، ولما بلغ عمر بن عبد العزيز أن يزيد بن المهلب هرب من السجن قال: اللهم إن كان يريد بهذه الأمة سوء فاكفهم شره، واردد كيده في نحره.

## الثورة
بعد وفاة عمر بن عبد العزيز بويع بالخلافة يزيد بن عبد الملك، فخرج يزيد بن المهلب فخلع يزيد بن عبد الملك واستحوذ على البصرة، وذلك بعد محاصرة طويلة وقتال طويل، فلما ظهر عليها بسط العدل في أهلها وبذل الأموال، وحبس عاملها عدي بن أرطاة الفزاري لأنه كان قد حبس آل المهلب الذين كانوا بالبصرة حين هرب يزيد بن المهلب من محبس عمر بن عبد العزيز كما، وكان لما ظهر على قصر الإمارة أتى بعدي بن أرطاة، فدخل عليه وهو يضحك، فقال له يزيد بن المهلب إني لأتعجب من ضحكك لأنك هربت من القتال كما تهرب النساء، وإنك جئتني وأنت تتل كما يتل العبد، فقال عدي: إني لأضحك لأن بقائي بقاء لك، وإن من ورائي طالبا لا يتركني، قال: ومن هو، قال: جنود بني أمية بالشام لا يتركونك، فتدارك نفسك قبل أن يرمي إليك البحر بأمواجه فتطلب الإقالة فلا تقال، فرد عليه يزيد جواب ما قال، ثم سجنه كما سجن أهله.
استقر أمر يزيد بن المهلب بالبصرة، وبعث نوابه في النواحي والجهات، واستناب في الأهواز، وأرسل أخاه مدرك بن المهلب على نيابة خراسان ومعه جماعة من المقاتلة، فلما بلغ خبره الخليفة يزيد بن عبد الملك جهز ابن أخيه العباس بن الوليد بن عبد الملك في أربعة آلاف، مقدمة بين يدي عمه مسلمة بن عبد الملك وهو في جنود الشام قاصدين البصرة لقتاله في في أواخر سنة 101 هـ، جرت بين الجيشين بالقرب من الكوفة في مكان يقال له العقر من أرض بابل معركة هائلة في 14 صفر 102 هـ، دامت ثمانية أيام قُتِلَ فيها يزيد بن المهلب، وعدد من إخوته، وخلق كبير من جيشه، وسقط معه أخواه حبيب ومحمد كما أسر جيش مسلمة نحو من 300 من رجال ابن المهلب بعد اقتحام معسكره، وضُربت أعناق بعضهم، ولما بلغ مسلمة بن عبد الملك أن آل المهلب تجمعوا في البصرة ثم ركبوا السفن خلسة وحملوا فيها أموالهم ونساءهم وأنهم نزلوا في شاطئ كرمان أرسل في طلبهم، فحاولوا الالتجاء إلى بلدة قندابيل من أرض السند، ولكن مطارديهم الأمويين لحقوا بهم، وأبلى المهالبة بلاءً حسنًا في قتال مطارديهم، حتى قتلوا عن آخرهم باستثناء اثنين استطاعا النجاة، هما أبو عيينة بن المهلب وعثمان ابن المفضل اللذان لحقا بخاقان ورتبيل.